# 새러토가
새러토가(영어: Saratoga)는 미국 뉴욕주 새러토가 군에 있는 마을이다. 2000년 인구는 5,141명이었다. 새러토가라는 이름은 인접한 대규모 도시, 새러토가 스프링스를 가리키는 말로 사용될 수 있다. 새러토가 마을의 큰 마을은 스카일러빌이며, 공식적으로는 아니지만 ‘오울드 새러토가’라고도 불린다. 새러토가 마을은 새러토가 군의 동쪽 경계에 위치한다. 새러토가는 1777년 새러토가 전투의 결과, 영국군 존 버고인 장군이 대륙군 호레이쇼 게이츠 장군에게 항복한 장소로 가장 유명하다. 이 전투는 미국 독립 전쟁의 큰 전환점이 되었다. 새러토가의 전쟁터는 도시의 남부에 있다. ‘새러토가’라는 말은 이 땅에 선주한 모호크 족 인디언의 말로, ‘언덕 옆의 샘’이라는 뜻이다.

## 역사
새러토가 마을 17세기 말에 ‘새러토가 요새’로 건축되었다. 읍 제도는 1788년 올버니군의 일부로 포함되어 1791년에 새러토가 군이 건설되었을 때, 그것에 속하는 도시 중 하나가 되었다. 도시 공간은 넓었지만, 주변의 새로운 도시와 새러토가 스프링스 시에 일부가 포함되면서 작아졌다. 새러토가 경마장은 새러토가 스프링스 시에 있는 미국에서 가장 오래된 스포츠 시설이며 종종 새러토가 마을에 있는 것으로 오해를 받는다.

## 지리
마을의 동쪽은 허드슨강이며, 워싱턴 카운티와의 경계가 된다. 미국 국도 4호선이 허드슨강을 따라 마을의 동쪽을 달리고 있다. 미국 통계국에 따르면, 총 면적 111.1 km2(42.9 평방 마일), 육지 면적 105.3 km2(40.7 평방 마일), 수역 면적 5.8 km2(2.3 평방 마일)이며 수역 비율은 5.22%이다.

## 인구
| 인구조사              | 인구  | Note  | %±     |
| --------------------- | ----- | ----- | ------ |
| 1820년                | 2,233 |       | —      |
| 1830년                | 2,461 |       | 10.2%  |
| 1840년                | 2,624 |       | 6.6%   |
| 1850년                | 3,492 |       | 33.1%  |
| 1860년                | 3,843 |       | 10.1%  |
| 1870년                | 4,052 |       | 5.4%   |
| 1880년                | 4,539 |       | 12.0%  |
| 1890년                | 3,855 |       | −15.1% |
| 1900년                | 3,999 |       | 3.7%   |
| 1910년                | 3,942 |       | −1.4%  |
| 1920년                | 3,680 |       | −6.6%  |
| 1930년                | 3,027 |       | −17.7% |
| 1940년                | 3,212 |       | 6.1%   |
| 1950년                | 3,225 |       | 0.4%   |
| 1960년                | 3,515 |       | 9.0%   |
| 1970년                | 4,206 |       | 19.7%  |
| 1980년                | 4,595 |       | 9.2%   |
| 1990년                | 5,069 |       | 10.3%  |
| 2000년                | 5,141 |       | 1.4%   |
| 2010년                | 5,674 |       | 10.4%  |
| 2016 (추산)           | 5,646 | [ 1 ] | −0.5%  |
| U.S. Decennial Census |       |       |        |

2000년의 통계에 따르면, 새러토가 마을의 인구는 5,141명, 2,026 가구, 1,387 가족이 살고있다. 인구 밀도는 48.8명 /km2 (126.4명 / 평방 마일)이다. 주택 수는 2,286 개이며, 주택 밀도는 21.7개/km2 (56.2개/ 평방 마일)이다. 인종 구성은 백인 97.80%, 흑인 0.97%, 인도 0.06%, 아시아 0.16%, 태평양 제도 출신 0.06%, 타민족 0.23%, 2종의 혼혈 0.72%이다. 히스패닉 또는 라틴계는 1.17%이다.
2,026 가구가 있고, 그 중 31.5%는 18세 미만의 자녀와 동거하고 있다. 54.9%는 동거하고 있는 기혼자, 9.4%는 남편이 없는 여성 가구, 31.5%는 비 가족이다. 사람 사는 곳은 24.5%, 9.7%는 65세 이상 독거노인이다. 가구당 2.51명, 1 가족 당 3.00명이다.
연령별 구성을 보면, 18세 미만 24.6%, 18세에서 24세까지 6.9%, 25세부터 44세까지 29.9%, 45세부터 64세까지 25.7%, 65세 이상 12.9%이다. 연령 중앙값은 38세이다. 여성 100명당 남성은 99.7명, 18세 이상 여성 100명에게 남성 96.2명이다.
가구당 소득 중간 값은 $ 42,727이며, 1 가족 당은 $ 48,482이다. 남성은 $ 33,178, 여성은 $ 27,654이다. 일인당 소득은 $ 21,716이다. 약 6.1%의 가족과 7.3%의 사람은 빈궁 선 아래이며, 18세 미만 인구의 6.8%, 65세 이상 인구의 6.2%를 포함한다.

## 새러토가 지역사회와 위치
- 버고인 : 마을의 북쪽의 작은 마을. 영국군 장군 존 버고인의 이름을 붙였다.
- 시더 블러프 : 새러토가 호수 동쪽의 작은 마을
- 코브빌 : 허드슨 강변의 작은 마을
- 딘스 코너즈 : 도시의 북동부에 있는 작은 마을
- 게이츠 : 마을의 북쪽의 작은 마을. 대륙군 장군 호레이쇼 게이츠의 이름을 붙였다.
- 그랜저 빌딩 : 마을의 북쪽 경계의 작은 마을. 루트 29 부근에 위치하고 스카일러빌의 서쪽에 있다.
- 메이플 셰이드 : 새러토가 호수 동쪽의 작은 마을
- 퀘이커 스프링 : 도시 남부의 작은 마을
- 새러토가 호수 : 새러토가 호수 끝의 작은 마을
- 스카일러 빌 : 도시의 북동부 마을, 대륙군 장군 필립 스카일러의 이름을 붙였다.
- 빅토리 : 도시의 북동부 마을
- 빅토리 밀스 : 빅토리 우편 수신지
- 새러토가스프링스 시 : 마을의 서쪽 경계를 접하는 시

## 같이 보기
- 미국 독립 전쟁
- 새러토가 방면 전략
- 새러토가 (항공모함) - 독립 전쟁의 전쟁터에서 유래한다.
- 새러토가스프링스